# Brad Will
Bradley Roland Will (Evanston, 14 giugno 1970 – Oaxaca de Juárez, 27 ottobre 2006) è stato un giornalista statunitense.
Politicamente anarchico, lavorava per Indymedia quando fu ucciso durante i Fatti di Oaxaca colpito da un colpo d'arma da fuoco negli scontri tra manifestanti e polizia il 27 ottobre 2006 a Oaxaca de Juárez, in Messico.